# Departamento de Nyong-et-Soo
Nyong-et-Soo es un departamento de la región Centro de Camerún. En noviembre de 2005 tenía una población censada de 115 960 habitantes.
Está formado por los siguientes municipios:
- Akoeman 5,397
- Dzeng 9,412
- Mbalmayo 62,808
- Mengueme 7,527
- Ngomedzap 17,169
- Nkolmetet 13,647